# Mirecourt
Mirecourt település Franciaországban, Vosges megyében. Lakosainak száma 4746 fő (2022. január 1.). Mirecourt Poussay, Domèvre-sous-Montfort, Domvallier, Mattaincourt, Mazirot, Ramecourt, Remicourt, Thiraucourt, Villers és Vroville községekkel határos.

## Népesség
A település népességének változása:
| Lakosok száma | 5598 | 5325 | 5768 | 5246 | 5078 | 4949 | 4819 | 4782 | 4746 |
|               | 2013 | 2015 | 2016 | 2017 | 2018 | 2019 | 2020 | 2021 | 2022 |